# T7 (бронеавтомобіль)
Панцерник T7 Combat Car стояв на озброєнні війська США періоду Першої світової війни.
Проект панцерника розробила 1929 для армії США компанія Holabird Quartermaster Depot і за рік виготовили шість екземплярів панцирника, що отримали позначення USA W1310, W1311, W1312, W1313, W1314 і W1315. На основі цього прототипу було розроблено ряд панцирників. Він був озброєний 12,7 мм Великокаліберний кулемет і двома 7,62 мм кулеметами. На ньому встановлювали 6-циліндровий двигун та здвоєні задні колеса.